# Schlegelia
Schlegelia, biljni rod iz porodice Schlegeliaceae. Sastoji se od 24 vrste penjačica raširenih od tropske Južne Amerike na sjever do Velikih Antila i južnog  Meksika,

## Opis
Penjačice koja se sastoji od lijane koja se penje po adventivnom korijenju, bez vitica (Gentry 1973, 1980). Listovi su joj jednostavni, s aksilarnim pseudostipulama. Cvatovi su pazušni grozdovi ili završni tirsi. Čaške su kupaste ili nepravilno režnjevite. Vjenčići su cjevasti u raznim zvonastim formama, cjevasto, infundibuliformno ili hipokrateriformno. Latice su bijele, ružičaste, crvene, žute ili ljubičaste. Jajnici imaju nepotpuno bilokularnu posteljicu. Plod je kuglasta bobica, promjera do 5 cm, s postojanom čaškom (Gentry 1980, 2009). 

## Povijest roda
Schlegelia je opisana iz zbirke koju je napravio Hendrick C. Focke, nizozemski gvajanski odvjetnik, botaničar i etnolog, koji je napravio brojne zbirke biljaka u Surinamu između 1835. – 1850. (Pulle 1906.). Poslao je svoje zbirke Freidrichu A. W. Miquelu, koji je opisao rod zajedno s Schlegelia lilacina Miquel danas S. violacea (Aubl.) Griseb.; Miquel, 1844. Od samog početka odnosi Schlegelia nisu bili jasni; Miquel je opisao rod pod plemenom Crescentiaeae kako ga je zamislio Endlicher (1839). Crescentieae je Endlicher, a time i Miquel, smatrao dijelom Gesneriaceae. Međutim, Don, De Candolle, Martius i Fenzl smatrali su Crescentieae dijelom Bignoniaceae (Miquel 1844). Schlegelia, trenutno pripada vlastitoj porodici, Schlegeliaceae Reveal (1995: 74-75), neotropskoj porodici koja uključuje četiri roda, od kojih su dva monotipska: Exarata Gentry (E. chocoensis A.H.Gentry), iz regije Chocó, i Synapsis Griseb. (S. ilicifolia Griseb.) s Kube; i dva relativno veća roda Gibsoniothamnus L.O.Williams (oko 10 vrsta) rasprostranjena u Srednjoj Americi i na Antilima, te Schlegelia Miq. (1844: 785).

## Vrste
1. Schlegelia aurea Ducke
2. Schlegelia axillaris Griseb.
3. Schlegelia brachyantha Griseb.
4. Schlegelia cauliflora A.H.Gentry
5. Schlegelia chocoensis A.H.Gentry
6. Schlegelia darienensis Sandwith
7. Schlegelia dressleri A.H.Gentry
8. Schlegelia fastigiata Schery
9. Schlegelia fuscata A.H.Gentry
10. Schlegelia hirsuta A.H.Gentry
11. Schlegelia longirachis Aymard & M.A.Jaram.
12. Schlegelia macrocarpa Lundell
13. Schlegelia macrophylla Ducke
14. Schlegelia monachinoi Moldenke
15. Schlegelia nicaraguensis Standl.
16. Schlegelia pandurata (Moldenke) A.H.Gentry
17. Schlegelia paraensis Ducke
18. Schlegelia parasitica (Sw.) Griseb.
19. Schlegelia parviflora (Oerst.) Monach.
20. Schlegelia roseiflora Ducke
21. Schlegelia scandens (Briq. & Spruce) Sandwith
22. Schlegelia spruceana K.Schum.
23. Schlegelia sulphurea Diels
24. Schlegelia violacea (Aubl.) Griseb.